# Wallace Thurman
Wallace Henry Thurman (16 de agosto de 1902 - 22 de dezembro de 1934) foi um romancista americano ativo durante o Harlem Renaissance. Ele também escreveu ensaios, trabalhou como editor e foi editor de jornais de curta duração e revistas literárias. Ele é mais conhecido por seu romance The Blacker the Berry: A Novel of Negro Life (1929), que explora a discriminação dentro da comunidade negra com base na cor da pele, com a pele mais clara sendo mais valorizada.

## Biografia
Thurman nasceu em Salt Lake City para Beulah e Oscar Thurman. Quando Thurman tinha menos de um mês de idade, seu pai abandonou sua esposa e filho. Foi só quando Wallace tinha 30 anos que conheceu seu pai. Entre os muitos casamentos de sua mãe, Wallace e sua mãe moravam em Salt Lake City com Emma Jackson, sua avó materna. Jackson administrava um bar em sua casa, vendendo álcool sem licença.
O início da vida de Thurman foi marcado pela solidão, instabilidade familiar e doença. Ele começou a escola primária aos seis anos em Boise, Idaho, mas sua saúde precária acabou levando a uma ausência de dois anos da escola, durante os quais ele voltou para sua avó Emma em Salt Lake City. De 1910 a 1914, Thurman viveu em Chicago . Movendo-se com sua mãe, ele terminou a escola primária em Omaha, Nebraska. Durante este tempo, ele sofreu ataques cardíacos persistentes. Enquanto morava em Pasadena, Califórnia, no inverno de 1918, Thurman pegou gripe durante a pandemia mundial de gripe . Ele se recuperou e voltou para Salt Lake City, onde terminou o ensino médio.
Thurman era um leitor voraz. Ele apreciou as obras de Platão, Aristóteles, Shakespeare, Havelock Ellis, Flaubert, Charles Baudelaire e muitos outros. Escreveu seu primeiro romance aos 10 anos. Ele freqüentou a Universidade de Utah de 1919 a 1920 como estudante de pré-medicina. Em 1922 transferiu-se para a University of Southern California em Los Angeles, mas saiu sem se formar.
Enquanto em Los Angeles, ele conheceu e fez amizade com a escritora Arna Bontemps, e se tornou repórter e colunista de um jornal de propriedade de negros. Ele começou uma revista, Outlet, destinada a ser um equivalente da Costa Oeste à The Crisis, operada pela NAACP .

## Carreira
Em 1925 Thurman mudou-se para o Harlem . Durante a década seguinte, ele trabalhou como ghostwriter, editor e editor, além de escrever romances, peças de teatro e artigos. Em 1926, tornou-se editor do The Messenger, um jornal socialista dirigido aos negros. Lá ele foi o primeiro a publicar as histórias com temas adultos de Langston Hughes . Thurman deixou o jornal em outubro de 1926 para se tornar o editor do World Tomorrow, que era de propriedade de brancos. No mês seguinte, colaborou na fundação da revista literária Fire! ! Dedicado aos artistas negros mais jovens . Entre seus colaboradores estavam Hughes, Zora Neale Hurston, Richard Bruce Nugent, Aaron Douglas e Gwendolyn B. Bennett .
Ele foi capaz de publicar apenas uma edição da Fire! ! . Ele desafiou figuras como WEB Du Bois e afro-americanos que trabalhavam pela igualdade social e integração racial . Thurman os criticou por acreditar que a arte negra deveria servir de propaganda para esses fins. Ele disse que o movimento New Negro gastou muita energia tentando mostrar aos americanos brancos que os negros eram respeitáveis e não inferiores.

Thurman e outros dos "Niggerati " (o nome deliberadamente irônico que ele usou para os jovens artistas e intelectuais afro-americanos do Harlem Renaissance ) queriam mostrar a vida real dos afro-americanos, tanto as boas quanto as ruins. Thurman acreditava que os artistas negros deveriam reconhecer e celebrar plenamente as árduas condições da vida afro-americana. Como Singh e Scott escreveram,
O Harlem Renaissance de Thurman é, portanto, firme e revolucionário em seu compromisso com a individualidade e a objetividade crítica: o escritor negro não precisa ceder às preferências estéticas da classe média negra, nem deve escrever para uma aprovação branca fácil e condescendente.
Durante esse tempo, o apartamento de Thurman em uma pensão, na 267 West 136th Street, no Harlem, tornou-se o ponto de encontro central da vanguarda literária afro-americana e dos artistas visuais. Thurman e Hurston chamaram a sala zombeteiramente de "Mansão Niggerati". Ele havia pintado as paredes de vermelho e preto, que eram as cores que ele usou na capa de Fire! ! Nugent pintou murais nas paredes, alguns dos quais continham conteúdo homoerótico.
Em 1928, Thurman foi convidado a editar uma revista chamada Harlem: A Forum of Negro Life; seus colaboradores incluíam Alain Locke, George Schuyler e Alice Dunbar-Nelson. Ele colocou apenas duas questões.  Posteriormente, Thurman tornou-se um leitor de uma grande editora de Nova York, o primeiro afro-americano a trabalhar em tal posição. 
Langston Hughes descreveu Thurman como "... um menino negro estranhamente brilhante, que havia lido tudo e cuja mente crítica podia encontrar algo errado em tudo o que lia". A cor da pele escura de Thurman atraiu comentários, incluindo reações negativas de americanos negros e brancos. Ele usou esse colorismo em seus escritos, atacando a preferência da comunidade negra por seus membros de pele mais clara.
Thurman escreveu uma peça, Harlem, que estreou na Broadway em 1929 com críticas mistas. Seu agente teatral foi Frieda Fishbein . No mesmo ano, seu primeiro romance The Blacker the Berry: A Novel of Negro Life (1929) foi publicado. O romance agora é reconhecido como uma obra de ficção inovadora por causa de seu foco no preconceito intra-racial e no colorismo dentro da comunidade negra, onde a pele mais clara tem sido historicamente favorecida.
Três anos depois, Thurman publicou Infants of the Spring (1932), uma sátira dos temas e dos indivíduos do Harlem Renaissance. Ele foi co-autor de seu último romance, The Interne (1932), com Abraham L. Furman, um homem branco.

## Vida pessoal
Pouco depois de se mudar para Nova York, Thurman foi preso por fazer sexo com um homem. Ele negou publicamente ser gay e temia que outros descobrissem que ele era.
Thurman casou-se com Louise Thompson em 22 de agosto de 1928. O casamento durou apenas seis meses. Thompson disse que Wallace era homossexual e se recusou a admitir. Eles não tiveram filhos juntos.

## Morte
Thurman morreu aos 32 anos de tuberculose, que muitos suspeitam ter sido exacerbada por sua longa luta contra o alcoolismo .